# Saand Ki Aankh
Pour plus de détails, voir Fiche technique et Distribution.
Saand Ki Aankh est un film dramatique indien en langue hindi de 2019 réalisé par Tushar Hiranandani.

## Distribution
Sauf indication contraire, les informations mentionnées dans cette section peuvent être confirmées par la base de données cinématographiques IMDb,  présente dans la section « Liens externes ».
- Taapsee Pannu
- Bhumi Pednekar
- Prakash Jha